# Powiat Viersen
Powiat Viersen (niem. Kreis Viersen) – powiat w Niemczech, w kraju związkowym Nadrenia Północna-Westfalia, w rejencji Düsseldorf. Stolicą powiatu jest miasto Viersen.

## Podział administracyjny
Powiat Viersen składa się z:
- pięciu gmin miejskich (Stadt)
- czterech gmin wiejskich (Gemeinde)

Gminy miejskie:
| Lp. | Nazwa gminy miejskiej | Ludność (31.12.2010) | Powierzchnia km² |
| --- | --------------------- | -------------------- | ---------------- |
| 1   | Kempen                | 35.890               | 68,81            |
| 2   | Nettetal              | 41.736               | 83,86            |
| 3   | Tönisvorst            | 75.360               | 91,07            |
| 4   | Viersen               | 87.530               | 59,19            |
| 5   | Willich               | 51.949               | 67,77            |

Gminy wiejskie:
| Lp. | Nazwa gminy wiejskiej | Ludność (31.12.2010) | Powierzchnia km² |
| --- | --------------------- | -------------------- | ---------------- |
| 1   | Brüggen               | 15.871               | 61,25            |
| 2   | Grefrath              | 15.564               | 30,98            |
| 3   | Niederkrüchten        | 15.336               | 67,07            |
| 4   | Schwalmtal            | 19.012               | 48,11            |